# Pavillon de la Vignole
Le pavillon de la Vignole est une maison située à Turquant, en France.

## Localisation
La maison est située dans le département français de Maine-et-Loire, sur la commune de Turquant.

## Historique
L'édifice est inscrit au titre des monuments historiques en 1975.